# Vai que É Mole
Vai que é mole é um filme brasileiro de 1960 do gênero "Comédia Musical", dirigido por J.B. Tanko. É mais uma produção estrelada pela dupla Grande Otelo e Ankito, sendo que fazem parte do elenco os atores Jô Soares, Otelo Zeloni e Renata Fronzi que poucos anos depois trabalhariam juntos novamente no famoso programa da TV brasileira Família Trapo. Número musical com Virgínia Lane, a grande vedete da época.

## Sinopse
Macio, Brancura e Bolinha são três ladrões que saem da cadeia e logo são contatados pelo chefe Dureza para planejarem novos golpes. Maysa, a namorada de Brancura, quer que ele pare com a vida criminosa. As coisas ficam ainda mais complicadas quando Brancura recebe uma carta de sua tia, já falecida, dizendo que ela enviou seu filho José Maria para cuidar. Depois que Macio e Brancura devolvem para uma dançarina a bolsa que roubaram dela, são chamados para participarem de um programa de televisão que enaltecerá a "honestidade" dos dois, causando muita confusão pois tanto seus comparsas como a polícia sabem dos roubos que eles cometeram no passado.

## Elenco
- Grande Otelo... Brancura
- Ankito... Macio
- Jô Soares... Bolinha
- Renata Fronzi... Reporter
- Anilza Leoni... Léa
- Renato Restier... Padre
- Aurélio Teixeira... Dureza
- Otelo Zeloni... Gianini, produtor da TV Continental canal 9
- Pedro Dias... Doutor
- Armando Ferreira... Comendador Ferreira
- Carlos Imperial... Pé de Cabra
- Carlos Costa... Mordomo do comendador
- Maria Augusta... Maysa, namorada de Brancura
- Aurino Cassiano... Zé Maria, sobrinho de Brancura
- Mercedes Batista
- Hugo Brando
- Billy Davis
- Virgínia Lane...ela mesmo
- Luiz Wanderley...ele mesmo